# Et glimt af Danmark
Et glimt af Danmark er et quizprogram fra DR, med Sisse Fisker som vært. To livsstilseksperter skal ud fra forskellige oplysninger som området gætte, hvor i Danmark de er landet. Oplysningerne inkluderer bl.a. befolknings statistikker om spise- indkøbs- og arbejdsvaner, lokale attraktioner, skoleforhold og meget andet. I løbet af tre runder skal deltagerne skyde sig nærmere ind på, hvor de befinder sig. For at de ikke har en ide om det på forhånd bliver de med bind for øjnene bragt til stedet med helikopter.

## Sæsoner

### Sæson 1
| Afsnit | Sted          | Sendt første gang |
| 1      | Ribe          | 21. oktober 2015  |
| 2      | Holstebro     | 11. juni 2016     |
| 3      | Helsingør     | 23. oktober 2016  |
| 4      | Svendborg     | 7. november 2015  |
| 5      | Maribo        | 18. juni 2016     |
| 6      | Frederiksværk | 28. oktober 2016  |

### Sæson 2
| Afsnit | Sted             | Sendt første gang |
| 1      | Slagelse         | 1. februar 2017   |
| 2      | Thisted          | 8. februar 2017   |
| 3      | Kalundborg       | 15. februar 2017  |
| 4      | Randers          | 22. februar 2017  |
| 5      | Sønderborg       | 1. marts 2017     |
| 6      | Kerteminde       | 8. marts 2017     |
| 7      | Fredericia       | 15. marts 2017    |
| 8      | Nykøbing Falster | 22. marts 2017    |